# Musurgus sabulicola
Musurgus sabulicola är en skalbaggsart som beskrevs av Roger Paul Dechambre och Clifford Hillhouse Pope 1980. Musurgus sabulicola ingår i släktet Musurgus och familjen Dynastidae. Inga underarter finns listade i Catalogue of Life.